# رایانش اجتماعی

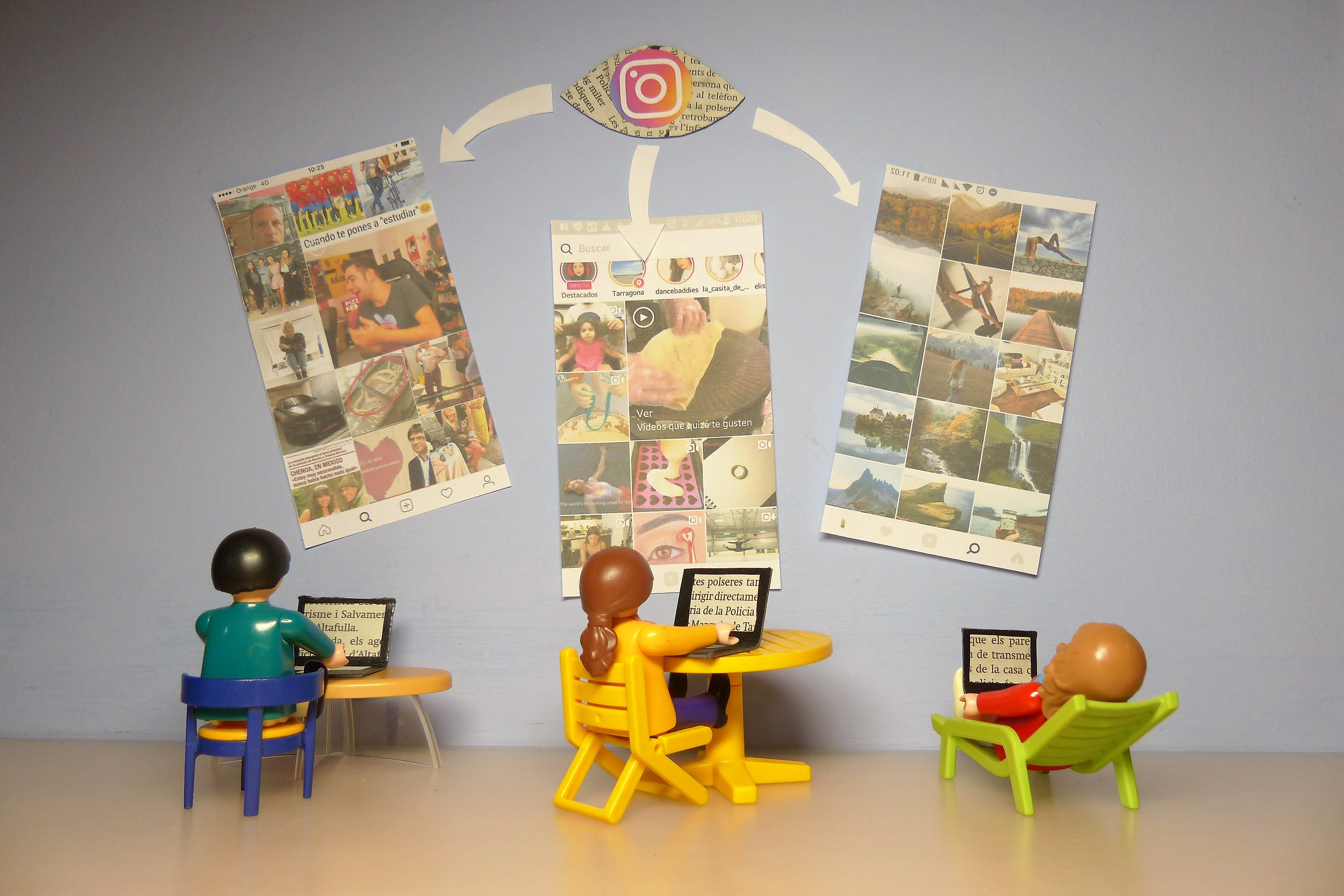
اشتراک گذاری اطلاعات در اینستاگرام

رایانش اجتماعی حیطه ای از علوم رایانه است که مربوط به تلاقی رفتار اجتماعی و سیستم‌های محاسباتی است. اساس آن ایجاد یا بازآفرینی قراردادهای اجتماعی و زمینه‌های اجتماعی از طریق استفاده از نرم‌افزار و فناوری است؛ بنابراین، وبلاگ‌ها، ایمیل‌ها، پیام‌های فوری، خدمات شبکه‌های اجتماعی، ویکی‌ها، نشانه گذاری‌های اجتماعی و سایر مواردی که معمولاً به عنوان نرم‌افزار اجتماعی خوانده می‌شود، ایده‌های رایانه‌های اجتماعی را نشان می‌دهد.

## تاریخچه
محاسبات اجتماعی با مشاهده انسان‌ها و رفتار آنها — عمیقاً اجتماعی هستند آغاز می‌شود. از زمان تولد، انسانها به یکدیگر متمایل می‌شوند و با بزرگ شدن، توانایی‌های تعامل با یکدیگر را پیدا می‌کنند. این توانایی‌های از بیان و حرکات بدن گرفته تا زبان گفتاری و نوشتاری. در نتیجه، افراد به طرز قابل توجهی به رفتار اطرافیانشان حساس هستند و تصمیمات بی شماری می‌گیرند که شکل گرفته از زمینه اجتماعی آنان است. چه اینکه با مخاطب شروع به صحبت کنید وقتی بی‌قرار است، یا اینکه یک رستوران شلوغ را انتخاب کنیم در مقابل رستورانی خلوت یا عبور از خیابان بر خلاف نور، زیرا دیگران این کار را می‌کنند، اطلاعات اجتماعی پایه ای برای استنباط، برنامه‌ریزی و هماهنگی فعالیت‌ها است.
فرضیه «محاسبات اجتماعی» این است که ممکن است سیستم دیجیتالی طراحی کرد که از قابلیت‌های کاربردی را بوسیله تأمین اطلاعات اجتماعی به کاربرانشان پشتیبانی کند. این اطلاعات ممکن است به‌طور مستقیم ارائه شود، مانند وقتی که که سیستم‌ها تعداد کاربرانی را که بررسی را مفید ارزیابی کرده‌اند یا نه نشان می‌دهند. یا ممکن است اطلاعات پس از بررسی و جمع‌آوری ارائه شود، همان‌طور که وقتی سیستم‌ها محصولی را براساس آنچه افراد با سابقه خرید مشابه خریداری کرده‌اند، توصیه می‌کنند. از سوی دیگر، اطلاعات ممکن است غیرمستقیم ارائه شود، همان‌طور که در الگوریتمهای رتبه‌بندی صفحه گوگل وجود دارد که نتایج جستجو را بر اساس تعداد صفحاتی که (به‌طور بازگشتی) به آنها نشان می‌دهند سفارش می‌دهد. در تمام این موارد، اطلاعاتی که توسط گروهی از افراد تولید می‌شود برای تهیه یا تقویت عملکرد یک سیستم استفاده می‌شود. محاسبات اجتماعی مربوط به سیستم‌هایی از این دست‌ها است و مکانیزم‌ها و اصول‌هایی است که در آنها پنهان است.

محاسبات اجتماعی را می‌توان اینگونه شرح داد:
«محاسبات اجتماعی» به سیستم‌هایی گفته می‌شود که از جمع‌آوری، بازنمایی، پردازش، استفاده و انتشار اطلاعات پشتیبانی می‌کنند که در میان مجموعه‌های اجتماعی مانند تیم‌ها، جوامع، سازمان‌ها و بازارها توزیع می‌شود. علاوه بر این، اطلاعات «ناشناس» نیستند اما به‌طور قابل توجهی دقیق هستند زیرا به افرادی مرتبط هستند، که به نوبه خود با افراد دیگر مرتبط هستند.
بر اساس تعاریف جدید تر اما، محدودیتهایی را در مورد ناشناس ماندن اطلاعات، با تأیید گسترش مداوم و افزایش فراگیر رایانش اجتماعی، از پیش گرفته‌است. به عنوان مثال، همتازاد، ن. (۲۰۱۴) محاسبات اجتماعی را چنین تعریف کرد: «استفاده از دستگاه‌های محاسباتی برای تسهیل یا تقویت تعاملات اجتماعی کاربران آنها، یا ارزیابی این تعاملات در تلاش برای بدست آوردن اطلاعات جدید.»
PLATO ممکن است اولین نمونه از محاسبات اجتماعی باشد در یک محیط تولید زنده با صدها و در آینده نزدیک هزاران کاربر در سیستم رایانه ای PLATO مستقر در دانشگاه ایلینوی در Urbana Champaign در سال ۱۹۷۳ باشد، در زمانی که برنامه‌های نرم‌افزار اجتماعی برای چت روم‌های گروهی، انجمن‌های پیام گروهی و پیام رسانی فوری در آن سال پدید آمدند. در سال ۱۹۷۴، ایمیل و همچنین اولین روزنامه آنلاین جهان به نام NewsReport در دسترس قرار گرفت، که از محتوای ارسال شده توسط جامعه کاربران و همچنین نوشته شده توسط ویراستاران و گزارشگران پشتیبانی می‌کند.
رایانش اجتماعی با پشتیبانی از «محاسبات» انجام می‌شود که توسط گروه‌هایی از افراد انجام می‌شود، ایده ای که بیشتر در کتاب جیمز سوروویکی، حکمت جمعیت ترویج یافته. نمونه‌هایی از محاسبات اجتماعی می‌توان فیلتر کردن مشارکتی، حراج آنلاین، بازارهای پیش‌بینی، سیستم‌های شهرت، انتخاب اجتماعی محاسباتی، برچسب گذاری و بازی‌های تأیید اشاره کرد. صفحه پردازش اطلاعات اجتماعی بر این حس محاسبات اجتماعی تمرکز دارد.

## زمینه

### زیرساخت‌های فناوری
این ایده که برای تعامل کاربران از استفاده از وب سایت‌ها استفاده کنند اولین بار توسط وب ۲٫۰ مطرح شد که نسخه پیشرفته تر وب ۱٫۰ بود، گفته Cormode, G. و Krishnamurthy, B. (2008): "تولیدکنندگان محتوا در وب ۱٫۰ اندک بودند اکثر کاربران به فقط به عنوان مصرف کننده محتوا عمل می‌کنند. "
وب ۲٫۰ ویژگی‌هایی را فراهم کرده بود که امکان خدمات میزبانی اینترنتی کم هزینه را فراهم کرده بود و ویژگی‌هایی را با مرورگرها معرفی کرد که از اطلاعات اولیه استفاده می‌کنند و با استفاده از HTTP آن را به بیشترین تعداد دستگاه ممکن گسترش دادند.
تا سال ۲۰۰۶، یکی از حوزه‌های مورد علاقه محاسبات اجتماعی، نرم‌افزار اجتماعی برای شرکت‌ها است. گاهی اوقات "Enterprise 2.0" نامیده می‌شود، اصطلاحی بدست آمده از Web 2.0، این به‌طور کلی به استفاده از محاسبات اجتماعی در شبکه‌های داخلی شرکت‌ها و سایر محیط‌های تجاری در شرکت‌های متوسط و بزرگ اشاره دارد. این شامل یک دسته از ابزارها بود که امکان ایجاد شبکه و تغییرات اجتماعی در آن زمان در مشاغل را فراهم می‌کرد. این لایه بندی ابزارهای تجاری در وب ۲٫۰ بود و چندین برنامه کاربردی و نرم‌افزاری مشترک با کاربردهای خاص را به وجود آورد.

### سرمایه‌گذاری
رایانش اجتماعی به دلیل ارتباط آن با تعدادی از گرایش‌های اخیر بیشتر شناخته شده‌است. این موارد شامل محبوبیت روزافزون نرم‌افزارهای اجتماعی و وب ۳٫۰، افزایش علاقه علمی به تجزیه و تحلیل شبکه‌های اجتماعی، ظهور منبع باز به عنوان یک روش تولید مناسب و اعتقاد روزافزون است که همه اینها می‌تواند تأثیر عمیقی در زندگی روزمره داشته باشد. مقاله ای در ۱۳ فوریه ۲۰۰۶ توسط شرکت تحقیقات بازار Forrester Research پیشنهاد کرد که:
ارتباطات آسان حاصل از دستگاه‌های ارزان قیمت، محتوای مدولار و منابع محاسباتی مشترک تأثیر عمیقی بر اقتصاد جهانی و ساختار اجتماعی ما دارند. افراد به‌طور فزاینده ای از یکدیگر نشانه می‌گیرند نه از منابع نهادی مانند شرکت‌ها، رسانه‌ها، ادیان و نهادهای سیاسی. برای پیشرفت در دوره رایانش اجتماعی، شرکت‌ها باید از مدیریت و روشهای ارتباطی از بالا به پایین دست بکشند، اجتماعات را در محصولات و خدمات خود ببخشند، از کارمندان و شرکای خود به عنوان بازاریاب استفاده کنند و به بخشی از بافت زنده وفاداران به مارک تبدیل شوند.

## مبانی نظری

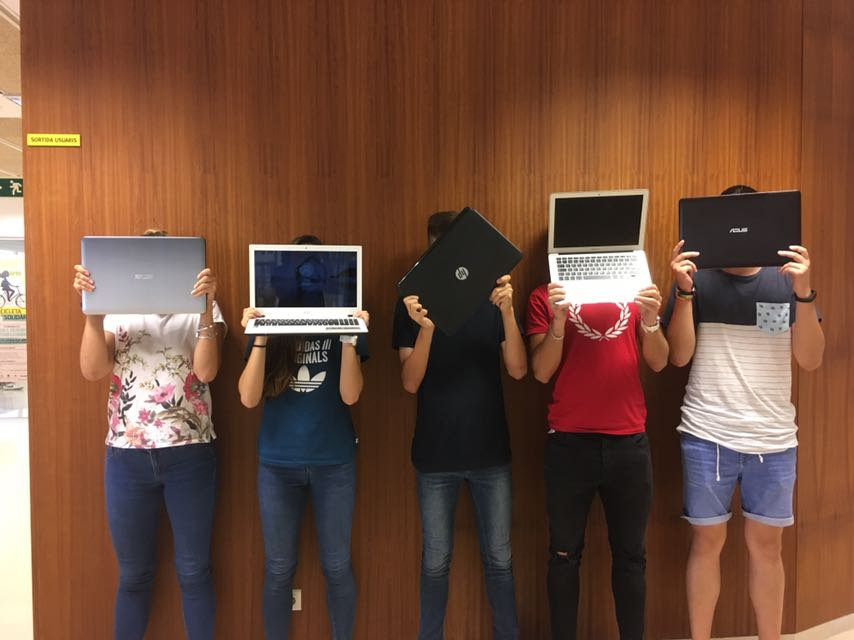
انسان‌ها و رایانه‌ها

محاسبات هوشمند اجتماعی اصطلاحی جدید است که اشاره به تلاشهای اخیر افراد در درک روشهایی دارد که سیستمهای مردم و رایانه به عنوان واسطه بین افراد و ابزارهای مورد استفاده مردم مفید واقع می‌شوند. این سیستم‌ها منجر به رفتارهای جدیدی می‌شوند که در نتیجه تعامل پیچیده بین انسان و رایانه رخ می‌دهد و توسط چندین حوزه مختلف علمی قابل توضیح است. مبانی محاسبات اجتماعی عمیقاً در درک روان‌شناسی اجتماعی و روان سایبری است. روان‌شناسی اجتماعی موضوعاتی مانند تصمیم‌گیری، اقناع، رفتار گروهی، جاذبه شخصی و عواملی را که باعث سلامتی و رفاه می‌شوند را در بر می‌گیرد. علوم شناختی همچنین نقشی عظیم در درک محاسبات اجتماعی و رفتار انسان بر روی عناصر شبکه ای دارد که توسط نیازها / وسایل شخصی هدایت می‌شوند. جامعه‌شناسی نیز عاملی است زیرا محیط‌های کلی تصمیم می‌گیرند که افراد چگونه تعامل را انتخاب کنند.
زمینه‌های مختلفی از محاسبات اجتماعی وجود دارد که توانسته‌اند آستانه دانش را در این رشته گسترش دهند. هر منطقه توانسته‌است یک هدف و هدف پشت سر خود داشته باشد که درک عمیق‌تری از رفتار اجتماعی بین کاربرانی که با استفاده از برخی تغییرات رایانش اجتماعی ارتباط برقرار می‌کنند را برای ما فراهم می‌کند.

## نرم‌افزار اجتماعی
نرم‌افزار اجتماعی می‌تواند هر سیستم محاسباتی باشد که از تعاملات اجتماعی بین گروه‌های مردم پشتیبانی کند. موارد زیر نمونه‌هایی از این سیستم‌ها است.

### شبکه‌های اجتماعی
رسانه‌های اجتماعی به یک خروجی تبدیل شده‌اند که یکی از پر کاربردترین روش‌های تعامل از طریق رایانه است. اگرچه سیستم‌های بسیاری زیادی وجود دارد که می‌تواند به عنوان رسانه‌های اجتماعی مورد استفاده قرار گیرد، همه آنها در واقع یک هدف اصلی که ایجاد تعامل اجتماعی از طریق رایانه‌ها، دستگاه‌های تلفن همراه و غیره را دنبال می‌کنند. رسانه‌های اجتماعی نه تنها به تعامل از طریق متن بلکه از طریق تصاویر، فیلم‌ها، GIF و بسیاری از اشکال چندرسانه ای تبدیل شده‌اند. این در حالی است که کاربران می‌توانند در هنگام تعامل محاسباتی به صورت گسترده‌تری به بیان و به اشتراک بپردازند، راهی پیشرفته برای تعامل با کاربران دیگر فراهم کرده‌است. طی دو دهه گذشته، رسانه‌های اجتماعی منفجر شده و بسیاری از برنامه‌های معروف را در عرصه محاسبات اجتماعی ایجاد کرده‌اند.

### شبکه اجتماعی
از طریق شبکه‌های اجتماعی، مردم می‌توانند از زمینه‌هایی برای ساخت یا تقویت شبکه‌های اجتماعی / روابط بین مردم استفاده کنند. این افراد افرادی هستند که معمولاً پس زمینه‌های مشابه، علایق مشابهی دارند یا در فعالیت‌های مشابه فعال هستند. برای اطلاعات بیشتر به خدمات شبکه اجتماعی مراجعه کنید.

### صفحات ویکی
یک ویکی به کاربران محاسباتی برای همکاری فرصتی می‌دهد تا با یک هدف مشترک گرد جمع‌آوری و مطالب را به مردم ارائه دهند. هم کاربران تازه‌کار و هم متخصص. از از طریق همکاری و تلاش بسیاری، یک صفحه ویکی محدودیتی در تعداد بهبودهای ایجاد شده ندارد.

### وبلاگ‌ها

تامبلر

یک وبلاگ، از جنبه‌های محاسبات اجتماعی، بیشتر راهی برای افراد است که کاربر، گروه یا شرکت خاصی را دنبال می‌کنند و دربارهٔ پیشرفت به سمت ایده‌آل خاصی که در وبلاگ پوشش داده شده اظهار نظر می‌کنند. این به کاربران امکان می‌دهد با استفاده از محتوایی که توسط مدیر صفحه به عنوان موضوع اصلی ارائه شده‌است تعامل داشته باشند.

### بازی آنلاین
بازی آنلاین، رفتار اجتماعی استفاده از یک بازی آنلاین در هنگام تعامل با سایر کاربران است. بازی آنلاین را می‌توان با استفاده از بسیاری از سیستم عامل‌های مختلف انجام داد. موارد رایج شامل رایانه‌های شخصی، Xbox، PlayStation و بسیاری دیگر از کنسول‌های بازی است که می‌تواند ثابت یا موبایل باشد.

### دوستیابی آنلاین
دوست یابی آنلاین جامعه ای از وب سایت‌ها مانند OkCupid, eHarmony و Match.com را ایجاد کرده‌است. این سیستم عامل‌ها راهی برای تعامل با دیگران که اهدافی در رابطه با ایجاد روابط جدید دارند فراهم می‌کند. تعامل بین کاربران در سایتهایی مانند اینها بر اساس پلتفرم متفاوت خواهد بود اما هدف ساده است. ایجاد روابط از طریق تعامل اجتماعی آنلاین.

## تفاوت علوم اجتماعی محاسباتی و علوم رایانه
علوم اجتماعی محاسباتی را می‌توان به عنوان تحقیق میان رشته‌ای از جهان اجتماعی در مقیاس‌های مختلف، از بازیگران منفرد تا بزرگ‌ترین گروه‌بندی از طریق محاسبه، تعریف کرد. علوم رایانه مطالعه اصول و استفاده از رایانه برای مطالعه آزمایشات و نظریه‌ها است.

## همایش‌ها
- کار مشارکتی با پشتیبانی رایانه (CSCW)
- SIGCHI